# Ставки (Песчанский район)
Ста́вки (укр. Ставки) — село на Украине, находится в Песчанском районе Винницкой области.
Код КОАТУУ — 0523282801. Население по переписи 2001 года составляет 805 человек. Почтовый индекс — 24721. Телефонный код — 4349.
Занимает площадь 1,629 км².

## Религия
В селе действует Свято-Покровский храм Песчанского благочиния Могилёв-Подольской епархии Украинской православной церкви.

## Адрес местного совета
24721, Винницкая область, Песчанский р-н, с. Ставкы, ул. Ленина, 28